# Bako Sahakian
Bako Sahakian (orm. Բակո Սահակյան; ur. 30 sierpnia 1960 w Stepanakert) – karabachski polityk, prezydent nieuznawanego Górskiego Karabachu od 7 września 2007 do 21 maja 2020.

## Życiorys
Sahakian urodził się w 1960 w stolicy regionu Stepanakert. W 1977 ukończył tamtejszą szkołę średnią i w latach 1978–1980 służył w armii radzieckiej.
W latach 1981–1983 pracował jako operator maszyn w fabryce oraz pracownik kamieniołomu. W latach 1983–1987 był pracownikiem remontowym w lokalnym oddziale Departamentu Naukowego Konserwatora Zabytków Antycznych. W latach 1987–1990 pracował jako zaopatrzeniowiec w regionalnej Administracji ds. Zaopatrzenia.
W 1988 zaangażował się w działalność ormiańskiego ruchu niepodległościowego. W 1990 wstąpił do Armii Obrony Górskiego Karabachu i od 1992 do 1993 zajmował stanowisko zastępcy jej dowódcy. W latach 1993–1995 pełnił funkcję szefa sztabu obrony Armii Obrony Górskiego Karabachu, a w latach 1995–1996 zastępcy dowódcy Armii Obrony Górskiego Karabachu ds. stosunków zagranicznych. Od 1996 do 1997 był zastępcą dowódcy 10. dywizji piechoty Armii Obrony Górskiego Karabachu.
W latach 1997–1999 Sahakian był asystentem ministra spraw wewnętrznych. W 1999 został ministrem spraw wewnętrznych Górskiego Karabachu. W 2001 stanął na czele służb bezpieczeństwa. Funkcję tę sprawował do czerwca 2007, kiedy zrezygnował ze stanowiska, by wziąć udział w wyborach prezydenckich. Ukończył również Wydział Prawa Państwowego Uniwersytetu Artsaku.
Bako Sahakian wystartował w wyborach prezydenckich jako kandydat niezależny. Uzyskał ponad 85% głosów poparcia. W swoim programie wyborczym zapowiadał kontynuowanie starań o uznanie niepodległości Górskiego Karabachu. 7 września 2007 oficjalnie objął stanowisko prezydenta Górskiego Karabachu. 19 lipca 2012 uzyskał reelekcję w kolejnych wyborach prezydenckich, zdobywając 66,7% głosów poparcia.